# Cmentarze żydowskie w Wilnie

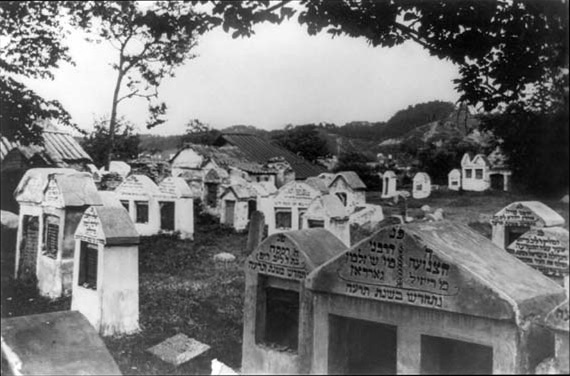
Cmentarz żydowski na Śnipiszkach (Pióromoncie) w 1922 roku

Żydowskie Cmentarze Wilna – zbiorcza nazwa dla trzech żydowskich nekropolii znajdujących się w obrębie stolicy Litwy – dwa z nich zostały zniszczone w czasach radzieckich, trzeci można oglądać do dziś. 

## Cmentarz na Śnipiszkach

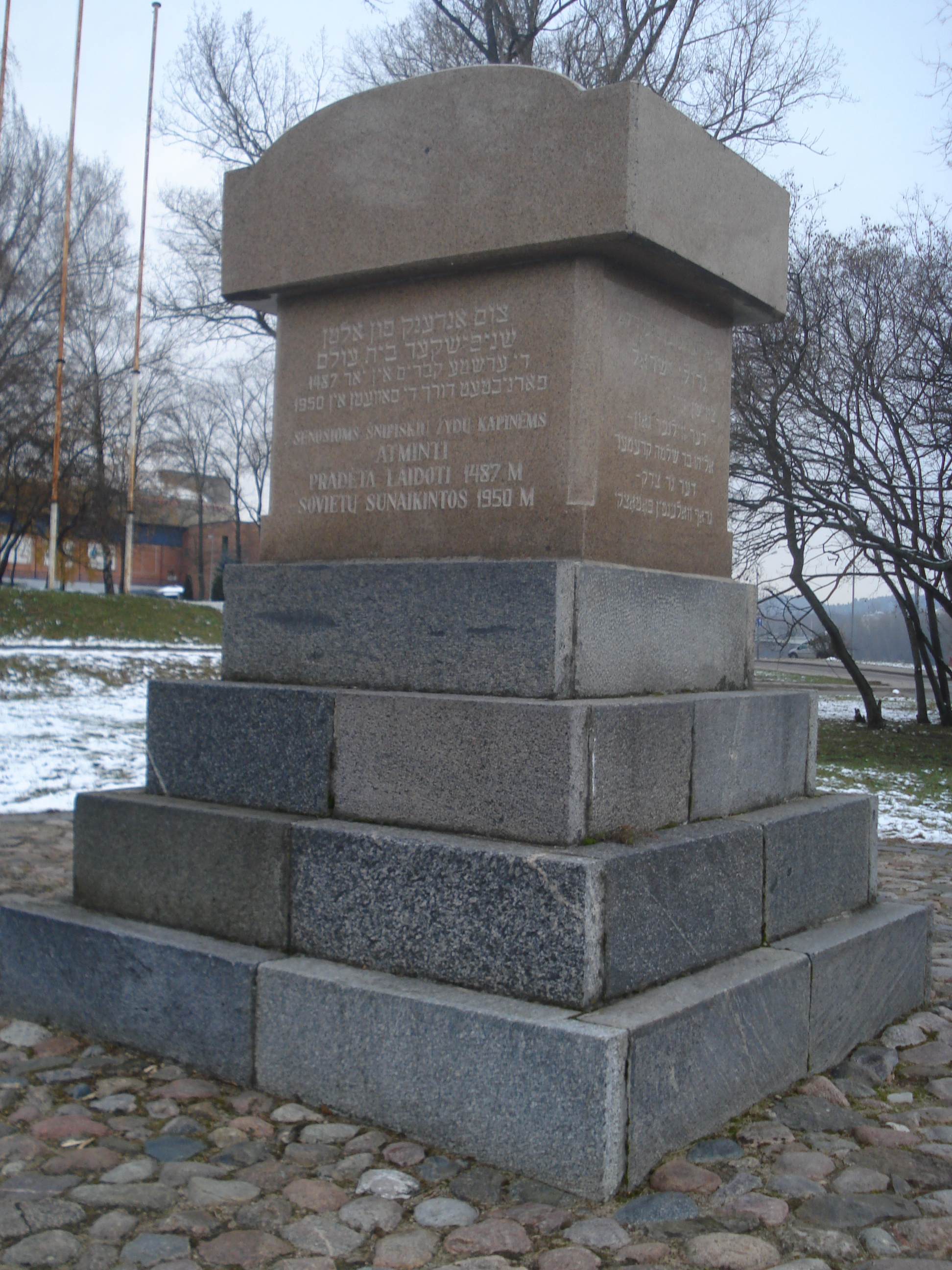
Pomnik z 1958 upamiętniający cmentarz żydowski na Śnipiszkach

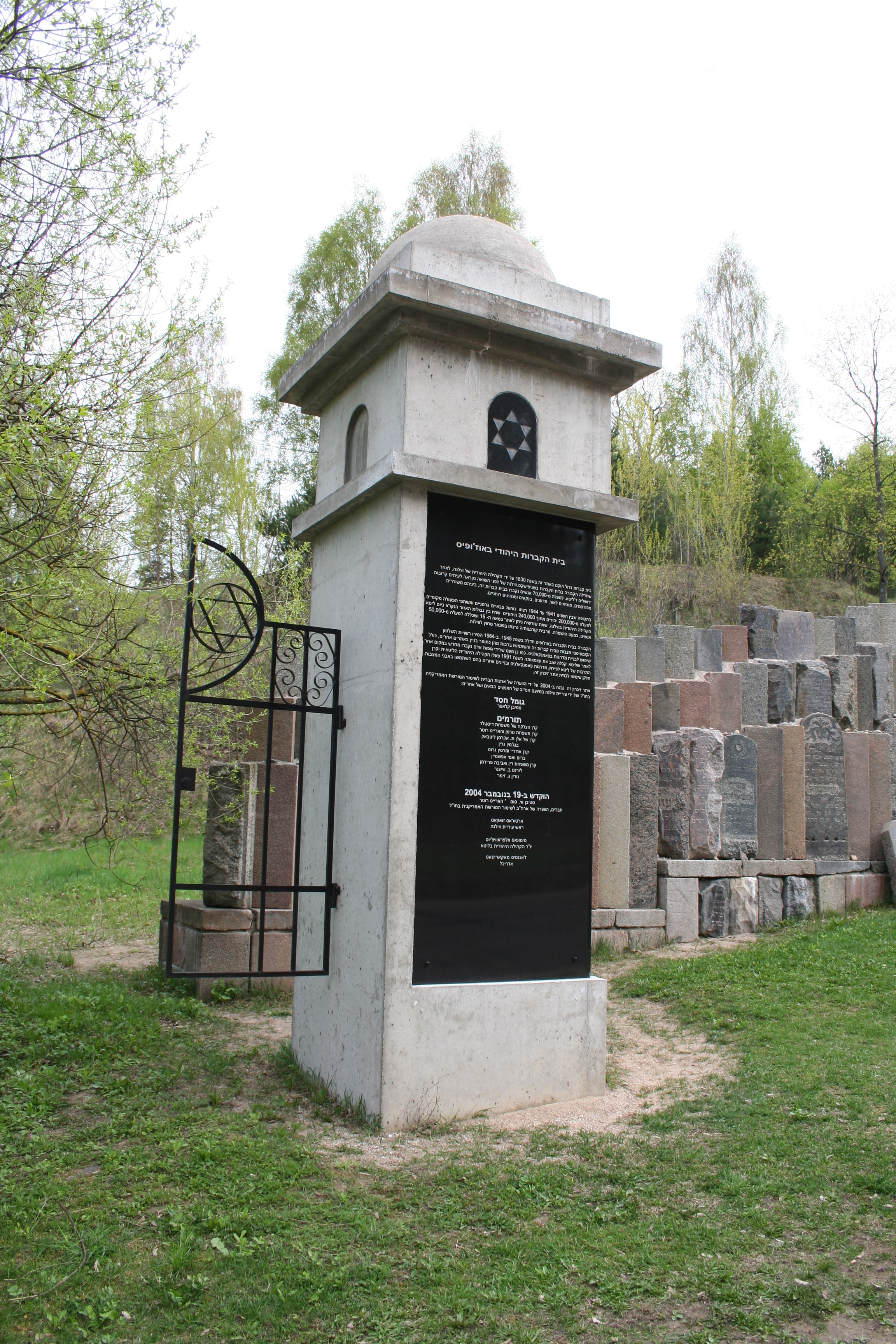
Pomnik i lapidarium w miejscu cmentarza na Zarzeczu

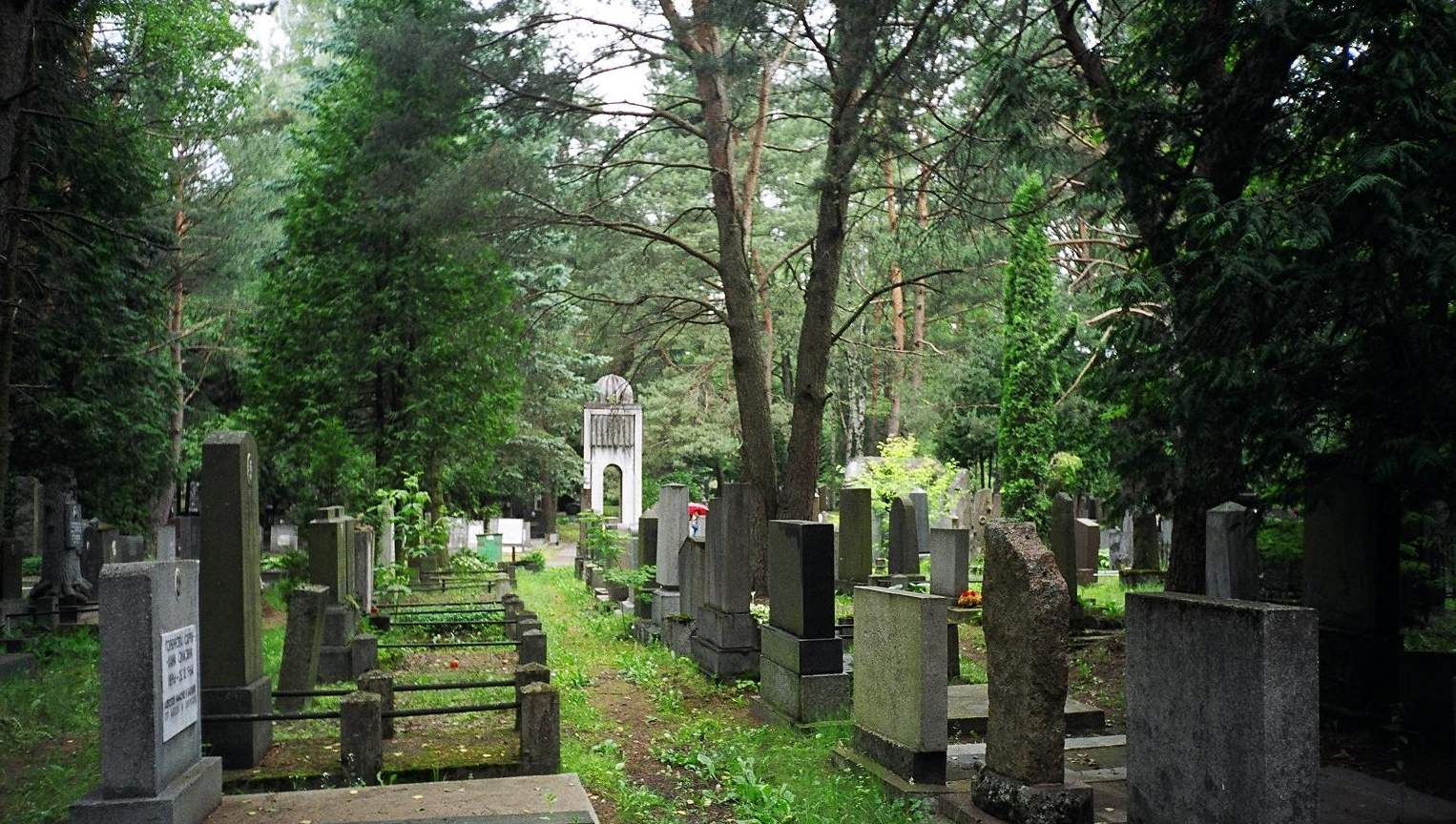
Cmentarz żydowski na Szeszkiniach

Najstarszy cmentarz żydowski Wilna znajdował się na Śnipiszkach (jid. Sznipiszok) po prawej stronie Wilii został założony w XV wieku (w 1477 lub 1487) na przedmieściu Pióromont (pierwszy zapis pochodzi z 1568 i dotyczy opłaty za przejście konduktu pogrzebowego przez most). Nekropolia była wielokrotnie niszczona, m.in. podczas pogromów w latach 1634–1635, podczas obozowania wojsk francuskich w 1812 teren cmentarza został potraktowany jako pastwisko dla koni. Na przełomie XVIII i XIX wieku osiągnął obszar 4,3 ha, największy w swojej historii. W 1817 władze carskie podjęły decyzję o ufortyfikowaniu miasta, wiązało się to z licznymi wyburzeniami zabudowy Pióromontu i zakazem pochówków na tutejszym kirkucie. Na potrzeby budowy założenia bastionowego w 1831 zniszczono wewnętrzną część cmentarza (ok. 1/4 powierzchni), natomiast zewnętrzna pozostała w dobrym stanie do czasu II wojny światowej. Z opisu Israela Klausnera w okresie międzywojennym na ocalałej części cmentarza znajdowały się groby m.in. Menachema Manisza – syna Icchaka Hajesa (pomnik nagrobny z 1636), Eljahu, syna Moszego Kramera, który zmarł w 1710, Moszego, syna Baala Betha Hillela, zmarłego w 1726, wileńskiego rabina Hillela, syna Jony ha-Lewiego, zmarłego w 1706. Ponadto na cmentarzu znajdowało się mauzoleum Eljahu, syna Solomona Zalmana, który był nazywany Gaonem z Wilna, oraz grób hrabiego Wincentego Potockiego, czyli Ger Cadyka "Nawróconego Sprawiedliwie". W 1935 polskie władze uznały teren cmentarza za zabytkowy i podjęły decyzję o potraktowaniu go jako lapidarium o charakterze muzealnym. Po wkroczeniu do Wilna hitlerowców nekropolia została zdewastowana z rozkazu hitlerowców. Ostatecznie cmentarz został zniszczony w latach 1949–1950 podczas budowy stadionu Žalgiris, w 1958 wybudowano kompleks sportowy i pływalnię. Zezwolono wówczas na ekshumację części grobów, które przeniesiono na kirkut w Szeszkiniach, pozostałe groby zostały splantowane, a nagrobki zniszczone i użyte jako materiał budowlany przy realizacji obiektów sportowych. Przy Olimpiečių gatvė ustawiono wówczas granitowy pomnik upamiętniający zniszczony cmentarz. Na terenie pozostałym po południowej części cmentarza w latach 1965–1971 wybudowano Pałac Muzyki i Sportu (Koncertų ir sporto rūmai) (proj. Eduardas Chlomauskas z zespołem). Niezabudowany obszar został w 1996 poddany badaniom archeologicznym, podczas których potwierdzono, że ziemia nadal kryje szczątki zmarłych, których nie ekshumowano. W 2005 w zachodniej części terenu pozostałego po nekropolii wybudowano zespół budynków mieszkalnych i biurowiec, inwestycja wywołała falę krytyki wśród międzynarodowych środowisk żydowskich oraz została potępiona przez ówczesnego prezydenta Izraela. W wyniku ustaleń podjętych w latach 2008–2012 władze litewskie otoczyły opieką konserwatorską obszar dawnego cmentarza na Śnipiszkach, w 2009 zlikwidowano parking, który znajdował się na terenie nieobjętym ekshumacją, w 2010 został on przekształcony w teren zielony.

## Cmentarz na Zarzeczu
Kolejny kirkut powstał w latach 1828–1831 po zamknięciu dla pochówków starego cmentarza, na lokalizację wybrano wzgórza pomiędzy dzielnicami Zarzecze, Antokol i Równe Pole, prowadziła do niego ulica Kirkutowa (obecnie Krivu g.). Początkowo cmentarz posiadał kształt prostokąta, przy bramie wejściowej wybudowano dom pogrzebowy, a przez środek prowadziła szeroka aleja główna. W 1896 cały teren nekropolii otoczono wysokim murem. W latach 1905–1906 pochowano tu żydowskich robotników, którzy zginęli podczas demonstracji antycarskich oraz członków Bundu. Ogółem od początku istnienia do 1948 na ponad 11 hektarach spoczęło tu ok. 70 tysięcy żydowskich mieszkańców Wilna. W 1958 władze sowieckie wydały nakaz splantowania terenu cmentarza oraz usunięcia z całego terenu nagrobków, realizacja tych planów nastąpiła w latach 1961–1963, w 1968 teren został splantowany i na jego części posadzono las. Kamienie nagrobne zostały użyte jako materiał budowlany podczas różnych inwestycji miejskich, m.in. schody na Górę Bouffałową, przyczółki mostowe nad Wilią. W 1973 na terenie kirkutu wybudowano bezwyznaniowy dom pogrzebowy i parking, a w miejscu głównej alei przedłużono ulicę Kirkutową. W 1992 zdemontowano schody na Górę Bouffałową oraz odzyskano część macew, które znajdowały się w różnych punktach miasta, powstał z nich pomnik (proj. Jaunutis Makariūnas) ku czci pochowanych na nieistniejącym obecnie cmentarzu. W 2016 teren cmentarza został uporządkowany oraz ustawiono tablice informacyjne, ponadto został on wpisany na Listę Światowego Dziedzictwa Kultury.

## Cmentarz na Szeszkiniach
Najmłodszy cmentarz żydowski powstał przed wybuchem II wojny światowej w Szeszkiniach, pierwsze pochówki miały tu miejsce w 1941 i byli to Żydzi zmarli w wileńskim getcie. Podczas likwidacji kirkutu na Śnipiszkach przeniesiono tu część nagrobków, w tym grób wileńskiego Gaona i Ger Cadyka „Nawróconego Sprawiedliwego”. Podobnie uczyniono podczas likwidacji nekropolii na Zarzeczu, z którego przeniesiono groby robotników poległych w czasie rewolucji w latach 1905–1906, a także grobowce Eliasza Globusa, który był prezesem Towarzystwa Sportowego "Makkabi" oraz rodziny Gordonów, ogółem z Zarzecza przeniesiono ok. 30 pomników. 
W 1989 powstały symboliczne pomniki nagrobne upamiętniające ofiary getta, a kilka lat później monumenty na cześć założycieli Bundu m.in. Kremera, Rosenthala, Kahana. Powstał również monument Lekerta, którego stracono w 1902 za próbę zamachu na carskiego gubernatora. Wśród symbolicznych grobów znajdują się także upamiętniające członków powstałej w getcie Zjednoczonej Partyzanckiej Organizacji tj. Yitzhaka Witteberga, Sonię Madeysker, Abrahama Chwojnika i Jacoba Kaplana. Obecnie na cmentarzu znajduje się ponad 6500 macew i oheli, cmentarz jest nadal otwarty na nowe pochówki.